# Офіційні візити Президента Петра Порошенка 2014
Це список офіційних закордонних візитів та вітчизняних робочих поїздок, зроблених 5-им Президентом України Петром Порошенком у 2014 році — першому році його президентства.
Список не включає поїздки, зроблені в межах міста Києва, де безпосередньо розташована резиденція Президента та його адміністрація, а також в аеропорт «Бориспіль», що знаходиться в Київській області.
| Закордонні візити Президента Петра Порошенка |
| Карта із зазначенням країн, відвіданих Президентом Петром Порошенком. Україна 7 чи більше 6 візитів 5 візитів 4 візити 3 візити 2 візити 1 візит |

| Вітчизняні візити Президента Петра Порошенка |
| Карта із зазначенням областей України, відвіданих Президентом Петром Порошенком. місто Київ 10 чи більше візитів 7-9 візити 4-6 візитів 2-3 візити 1 візит |

## Червень
| Дата      | Країна чи область України | Місце       | Деталі |
| --------- | ------------------------- | ----------- | --- |
| 20 червня | Донецька область          | Святогірськ | Перша робоча поїздка Петра Порошенка як Глави держави, під час якої Президент відвідав Штаб АТО та Свято-Успенську Святогірську Лавру. |
| 26 червня | Франція                   | Стразбург   | Президент Порошенко виступив перед Парламентською Асамблеєю Ради Європи.                                                               |
| 27 червня | Бельгія                   | Брюссель    | Президент Петро Порошенко взяв участь в урочистому підписанні економічної частини Угоди про асоціацію між Україною та ЄС.              |

## Липень
| Дата     | Країна чи область України | Місце         | Деталі |
| -------- | ------------------------- | ------------- | --- |
| 8 липня  | Донецька область          | Слов'янськ    | Президент Петро Порошенко відвідав звільнене від проросійських сепаратистів місто Слов'янськ, де вручив державні нагороди військовим. |
| 26 липня | Київська область          | Нові Петрівці | Президент Петро Порошенко відвідав Першу оперативну бригаду Національної гвардії України у навчальному центрі в Нових Петрівцях.      |

## Серпень
| Дата      | Країна чи область України | Місце    | Деталі |
| --------- | ------------------------- | -------- | --- |
| 21 серпня | Миколаївська область      | Миколаїв | Президент Петро Порошенко відвідав науково-виробничий комплекс «Зоря — Машпроект», завод «Нібулон», 79-ту окрему аеромобільну бригаду Сухопутних військ Збройних Сил України, де вручив державні нагороди військовим. |
| 24 серпня | Одеська область           | Одеса    | Президент Петро Порошенко взяв участь в урочистому параді Військово-морські сил Збройних сил України в Одесі на честь Дня Незалежності України. |
| 26 серпня | Білорусь                  | Мінськ   | Консультації на вищому рівні у тристоронньому форматі ЄС — Україна — «Євразійська трійка». |
| 30 серпня | Бельгія                   | Брюссель | Президент Петро Порошенко провів зустрічі з Президентом Європейської Комісії Жозе Мануелем Баррозу, Президентом Європейської Ради Германом Ван Ромпеєм, Президентом Європейського парламенту Мартіном Шульцом, взяв участь у Саміті Європейської Народної Партії та виступів на надзвичайному засіданні Європейської Ради. |

## Вересень
| Дата          | Країна чи область України | Місце            | Деталі |
| ------------- | ------------------------- | ---------------- | --- |
| 4—5 вересня   | Велика Британія           | Кардіфф, Ньюпорт | Президент Петро Порошенко взяв участь у Уельському саміті НАТО, зокрема на засіданні Комісії Україна-НАТО, провів спільну прес-конференцію з Генеральним секретарем НАТО Андерсом Фог Расмуссеном та низку двосторонніх зустрічей з лідерами країн НАТО. |
| 8 вересня     | Донецька область          | Маріуполь        | Президент Петро Порошенко відвідав металургійний комбінат імені Ілліча у Маріуполі, Штабі цивільної оборони міста, зустрівся з військовими з військовими Першої оперативної бригади Національної Гвардії, 9-м та 23-м батальйонами територіальної оборони. |
| 16—17 вересня | Канада                    | Оттава           | Президент Петро Порошенко виступив з промовою під час спільного засідання Сенату та Палати громад Парламенту Канади, провів зустрічі з Прем'єр-міністром Канади Стівеном Гарпером і Генерал-губернатором Канади Девідом Джонстоном, зустрівся з представниками української діаспори. |
| 17—18 вересня | США                       | Вашингтон        | Президент Петро Порошенко провів двосторонні зустрічі з Президентом Сполучених Штатів Америки Бараком Обамою, Віце-президентом США Джозефом Байденом, Спікером Палати Представників Джоном Бейнером, Державним секретарем США Джоном Керрі, виступив з промовою в Конгресі США під час спільного засідання Сенату та Палати представників., отримав нагороду Global Citizen Award неурядової організації Атлантична Рада США. |

## Жовтень
| Дата         | Країна чи область України | Місце                 | Деталі |
| ------------ | ------------------------- | --------------------- | --- |
| 3 жовтня     | Львівська область         | Львів                 | Президент Петро Порошенко відвідав Академію сухопутних військ ім. гетьмана Сагайдачного та Львівський бронетанковий завод, виступив перед студентами Національного університету ім. І. Франка та презентував Стратегію реформ — 2020. |
| 4 жовтня     | Житомирська область       | Житомир, Перлявка     | Президент Петро Порошенко відвідав полігон Збройних Сил України для тренувань та Житомирський бронетанковий завод. |
| 10 жовтня    | Донецька область          | Краматорськ, Курахове | Президент Петро Порошенко оглянув фортифікаційні укріплення біля Донецька, представив нових голів Донецької і Луганської ОДА — Олександра Кіхтенко та Геннадія Москаля, відповідно. |
| 10 жовтня    | Луганська область         | Сєверодонецьк         | Президент Петро Порошенко оглянув фортифікаційні укріплення біля Донецька, представив нових голів Донецької і Луганської ОДА — Олександра Кіхтенко та Геннадія Москаля, відповідно. |
| 11 жовтня    | Харківська область        | Харків                | Президент Петро Порошенко відвідав машинобудівний завод ім. В. О. Малишева, університет Повітряних Сил ім. Івана Кожедуба та Національний юридичний університет імені Ярослава Мудрого, де презентував Стратегію реформ — 2020. |
| 14 жовтня    | Запорізька область        | Запоріжжя             | Президент Петро Порошенко виступив перед військовими дислокованими на острові Хортиця, представивши новопризначеного міністра оборони Степана Полторака, поздоровив їх з Днем захисника України та вручив державні нагороди. Також Президент відвідав підприємства «Мотор Січ» та «МІГ-ремонт». |
| 16—17 жовтня | Італія                    | Мілан                 | Президент Петро Порошенко взяв участь у Саміті Азія-Європа (АСЕМ), під час якого відбулася багатостороння зустріч з Головою Ради Міністрів Італії Маттео Ренці, Міністром закордонних справ Італії Федерікою Могеріні, Федеральним канцлером Німеччини Ангелою Меркель, Президентом Франції Франсуа Олландом, Прем'єр-міністром Великої Британії Девідом Кемероном, Президентом Російської Федерації Володимиром Путіним, Президентом Європейської Ради Германом Ван Ромпеєм та Президентом Європейської Комісії Жозе Мануелем Баррозу. Також Президент провів низку двосторонніх зустрічей. |
| 20 жовтня    | Черкаська область         | Оршанець, Черкаси     | Президент Петро Порошенко виступив у Навчальному центрі Державної прикордонної служби, відвідав підприємство «Фотоприлад». |
| 21 жовтня    | Дніпропетровська область  | Дніпропетровськ       | Президент Петро Порошенко відвідав конструкторське бюро «Південне» та Південний машинобудівний завод. |
| 23 жовтня    | Одеська область           | Одеса                 | Президент Петро Порошенко провів нараду з керівниками правоохоронних органів щодо боротьби з контрабандою та корупцією на митниці, презентував Стратегію реформ — 2020. |
| 24 жовтня    | Чернівецька область       | Новодністровськ       | Президент Петро Порошенко відвідав Дністровську ГАЕС та презентував Стратегію реформ — 2020 в Чернівецькому національному університеті ім. Ю. Федьковича. |
| 26 жовтня    | Донецька область          | Краматорськ           | Президент Петро Порошенко відвідав Краматорськ та ознайомився з перебігом голосування на виборах до парламенту. |

## Листопад
| Дата         | Країна чи область України | Місце           | Деталі |
| ------------ | ------------------------- | --------------- | --- |
| 16 листопада | Словаччина                | Братислава      | Президент Петро Порошенко взяв участь у засіданні «Вишеградської четвірки» та вшануванні 25-ї річниці Оксамитової революції.                                                     |
| 20 листопада | Молдова                   | Кишинів, Бєльці | Спільний візит Президента Петра Порошенка з Президентом Польщі Броніславом Коморовським, під час якого Президент зробив низку зустрічей та поспілкувався з українською громадою. |

## Грудень
| Дата         | Країна чи область України | Місце                      | Деталі |
| ------------ | ------------------------- | -------------------------- | --- |
| 5 грудня     | Київська область          | Гора                       | Президент Петро Порошенко зустрівся з військовими щоб вручити їм нагороди і ордери на квартири. |
| 6 грудня     | Харківська область        | Чугуїв                     | Президент Петро Порошенко виступив перед військовослужбовцями з нагоди Дня Збройних сил України та передав військовим підрозділам техніку та озброєння. |
| 9 грудня     | Сінгапур                  | Сінгапур                   | Президент Петро Порошенко провів зустрічи з Президентом Сінгапуру Тоні Тан Кен Ямом, Прем'єр-міністром Сінгапуру Лі Сянь Луном, виступив в рамках програми Fullerton lectures, організованої Міжнародним Інститутом стратегічних досліджень.                                                                    |
| 10—12 грудня | Австралія                 | Канберра, Мельбурн, Сідней | Президент Петро Порошенко провів зустрічи з Прем'єр-міністром Австралії Тоні Ебботтом та Генерал-губернатором Австралії Пітером Косгроувом, виступив з лекцією в Інституті міжнародної політики Lowy, відвідав Австралійський військовий меморіал та Національний меморіал пам'яті жертв Голодомору у Канберрі. |
| 17—18 грудня | Польща                    | Варшава, Люблін            | Президент Петро Порошенко провів зустрічи з Президентом Польщі Броніславом Коморовським, Маршалком Сенату Польщі Богданом Борусевичем, Маршалком Сейму Польщі Радославом Сікорським, Головою Ради Міністрів Польщі Евою Копач, виступ на спільному засіданні Сейму та Сенату Республіки Польща.                 |
| 27 грудня    | Київська область          | Васильків                  | Президент Петро Порошенко особисто зустрів та привітав звільнених з полону військовослужбовців, які прибули на Васильківський військовий аеродром. |
| 30 грудня    | Львівська область         | Львів, Яворів              | Президент Петро Порошенко представив нового голову Львівської ОДА Олега Синютку, вручив військовослужбовцям Яворівського гарнізону військову техніку і озброєння, а також ордери на нові квартири. |